# Roberto Levillier
Roberto Levillier (* 1881 in Buenos Aires; † 19. März 1969 ebenda) war ein argentinischer Historiker und Diplomat.

## Leben
Roberto Levillier war der Sohn von Ida Ardremont und Enrique Levillier.
Er war mit Jean Beatson verheiratet sie hatten eine Tochter.
Von 1918 bis 1922 war er Gesandtschaftsrat in Madrid.
1920 war Levillier von Hipólito Yrigoyen zu einem Mitglied der argentinischen Delegation beim Völkerbund ernannt worden. Die Kommission wurde vom Außenminister Honorio Pueyrredón geleitet, ihr gehörten außerdem der argentinische Botschafter in Paris, Marcelo Torcuato de Alvear, der argentinische Botschafter in Wien, Fernando Pérez Sucre, und der Asesor Técnico Daniel Antokoletz an. Argentinien trat am 4. Dezember 1920 aus dem Völkerbund aus. Roberto Levillier nutzte seinen Aufenthalt in Europa zu historischen Studien, er wies nach, dass Amerigo Vespucci den Río de la Plata unter der Bezeichnung Jordan kartiert hatte.
Von 1922 bis 1926 war er außerordentlicher Gesandter und Ministre plénipotentiaire in Lima.
1927 war er Gesandter in Lissabon.
Von 1928 bis 1934 war er Gesandter in Prag und war konsekutiv in Warschau sowie Moskau akkreditiert.
Von 1935 bis 1937 war er Botschafter in Mexiko-Stadt.
Nach seiner Berufung als Botschafter nach Mexiko erhielt er von der spanischen Republik einen Orden.
Von 1938 bis 1943 war er Botschafter in Montevideo.
In Buenos Aires war er der erste Direktor der Escuela del servicio exterior argentino.
Am 12. Juli 1938 unterzeichnete der argentinische Außenminister José María Cantilo das Circular 11 des Jahres. Es wies weltweit die argentinischen Konsuln an, allen Personen den Sichtvermerk zur Einreise nach Argentinien zu verweigern, von denen anzunehmen ist, dass sie ihr Herkunftsland verlassen haben oder verlassen wollen, weil sie als unerwünschte Personen angesehen werden oder des Landes verwiesen wurden, ganz unabhängig vom Grund ihrer Ausweisung. Das in den 1930er Jahren ohnehin restriktive Migrationsregime Argentiniens wurde durch dieses Rundschreiben, in Bezug auf die Beurteilung von Einreisewilligen, der Beurteilung der Regime in den Herkunftsländern angepasst. Ein Recht auf Flucht vor totalitären Regimen wurde durch dieses Rundschreiben negiert. Für die Juden aus dem Herrschaftsbereich des Deutschen Reichs wurde mit diesem Rundschreiben in vielen Fällen eine legale Einreise nach Argentinien verwehrt. Eine weit verbreitete Judenfeindlichkeit im argentinischen Regime weist darauf hin, dass die judenfeindliche Wirkung des Rundschreibens beabsichtigt war.
Auf einer Gedenktafel wurde Roberto Levillier neben elf anderen argentinischen Diplomaten als Retter von Juden vor der Shoa ausgewiesen. Die Liste war von der Comisión de Esclarecimiento de las Actividades del Nazismo en Argentina (CEANA) zusammengestellt worden. Nachdem bekannt wurde, dass einer der genannten, Luis H. Irigoyen, ein Beamter der Botschaft in Berlin, von 1937 bis 1944 ein aktiver Kollaborateur des Nationalsozialistischen Regimes war, wurde die Tafel wieder entfernt. Im Fall von Roberto Levillier kann nicht ausgeschlossen werden, dass er Verfolgten des Nazi-Regimes geholfen hat. Allerdings lässt seine Mitgliedschaft in der Comisión de Cooperación Intelectual, einer Organisation, welche Mitte 1936 von der deutschen Botschaft in Buenos Aires gegründet worden war, Zweifel zu, ob er als plaktives Vorbild geeignet ist, das Verhalten des argentinischen Außenministeriums und der Migrationsbehörde gegenüber jüdischen Verfolgten des Naziregimes in einem positiven Licht darzustellen.

## Veröffentlichungen
- Don Francisco De Toledo, supremo organizador del Perú, su vida, su obra (1515–1582) segundo Tomo sus informaciones sobre los incas (1578–1571)
- Nueva crónica de la conquista del Tucumán, Madrid, 1926.
- Rumbo Sur, 1937.
- García de Castro, Lope, Despatch, Lima, Mar. 6, 1565, Gobernantes del Perú, cartas y papeles, Siglo xvi, Documentos del Archivo de Indias, Colección de Publicaciones Históricas de la Biblioteca del Congreso Argentino, ed. Roberto Levillier, 14 vols., Madrid, 1921-6. In Hemming.
- Amor Con Dolor Se Paga. E. Calpe 1944.
- Enciclopedia de Historia Argentina, Editorial Plaza & Janes